# Domi Abou
Domi Abou – osada (buurt) w dzielnicy Domi, miasta Willemstad, w dystrykcie Willemstad, w kraju autonomicznym Curaçao, należącym do Holandii, w Ameryce Południowej. 20 października 2023 r. liczyła 602 mieszkańców. Pod względem liczby mieszkańców jest największą osadą w dzielnicy.